# Kostka (anatomia)

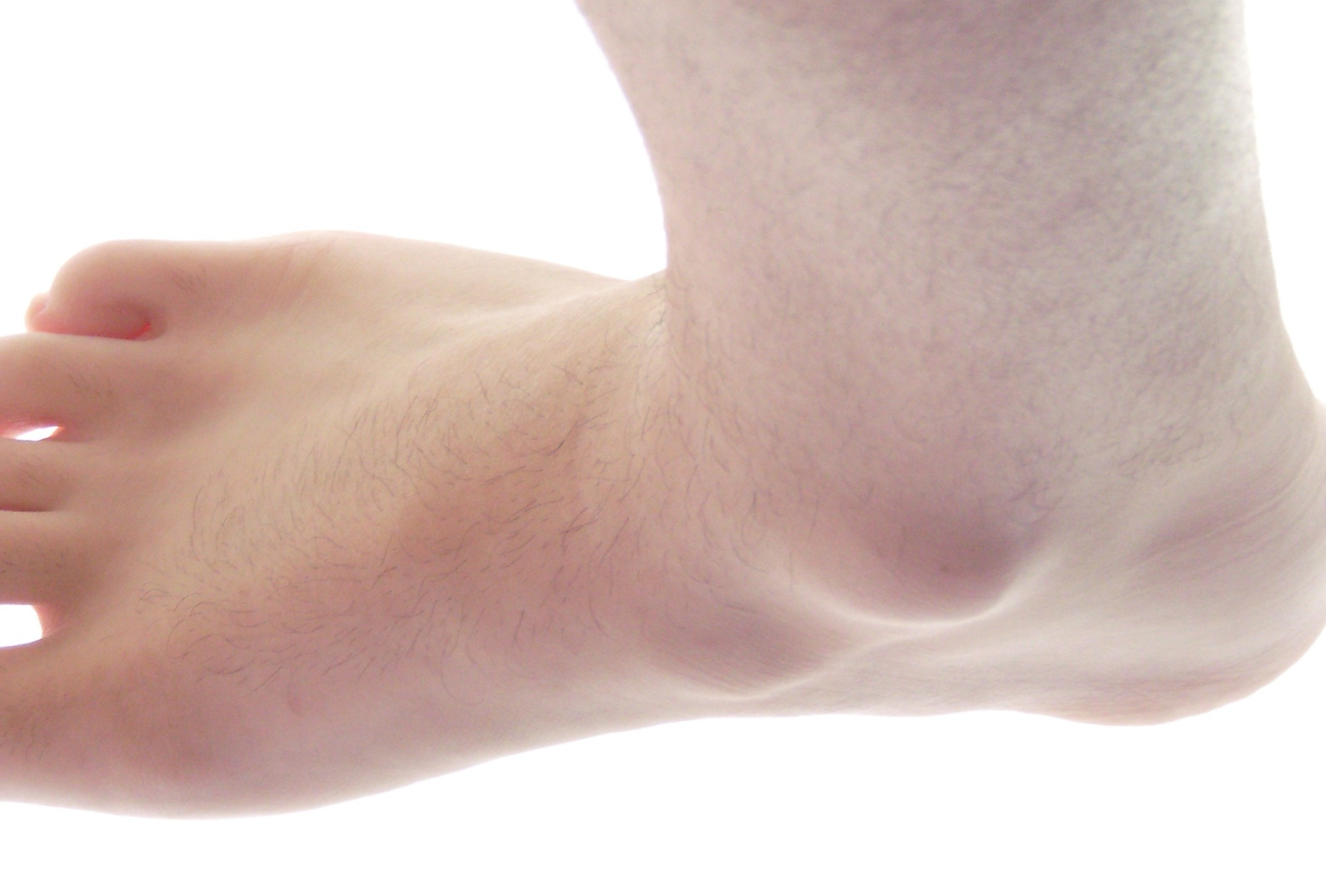
kostka

Kostka (łac. malleolus) – zgrubienie na kości piszczelowej (kostka przyśrodkowa – malleolus medialis) i na kości strzałkowej (kostka boczna – malleolus lateralis). Jest położona tuż nad stopą ograniczając z boków staw skokowy. Kostka boczna wyczuwalna jest w dolnej części kości strzałkowej, natomiast kostka przyśrodkowa wyczuwalna jest w dolnej części kości piszczelowej. Przy stopie zgiętej podeszwowo bezpośrednio do przodu od kostki bocznej i przyśrodkowej wyczuwa się bloczek kości skokowej, zaś do tyłu od kostki przyśrodkowej trzon i guzek przyśrodkowy wyrostka tylnego.